# Кози-Градек
 Национальный памятник культуры Чешской Республики (регистрационный номер 121 NP от  1962 года)
Замок Кози-Градек (чеш. Hrad Kozí Hrádek) — практически полностью разрушенный средневековый готический замок в районе Табор Южночешского края, основанный, вероятно, в XIV веке. Замок расположен на левом берегу Козского ручья в 2,5 км от города Сезимово-Усти. В 1413—1414 годах в Кози-Градеке укрывался Ян Гус, где написал многие свои реформаторские произведения. В 1962 году замок объявлен национальным памятником культуры Чешской Республики.

## История замка
Первое письменное упоминание о замке Кози-Градек датировано 21 января 1377 года, когда держателем замка был Влчек из Козиго. Под этим же годом упоминается бургграф «из Козиго» (чеш. purkrabí z Kozího) по имени Альбрехт. После Влчка из Козиго замок перешёл во владение панов из Гардека. Ян из Гардека Младший, называемый «графом Козским», владел им до 1387 года, а 4 июня 1391 года Гануш из Гардека, вероятно, дядя Яна Младшего, продал замок с панством (включавшим Красный двор, Боржихов двор и деревни Кравин, Льгота, Липин и Туровец с двором) за 2 000 коп чешских грошей пану Йиндржиху I из Градца. В 1406 году замок перешёл во владение Вилема из Уезда (ум. 1408), ставшего основателем рода Козских из Козиго.
С 1412 (или 1413) по 1414 год сыновья Вилема из Уезда, Ян из Усти и Цтибор из Козиго, предоставляли в Кози-Градеке убежище Яну Гусу, который был предан анафеме и вынужден был покинуть Прагу. Здесь Гус продолжал проповедовать и работать над своими произведениями. В этот период он создал свои «Изложение веры», «Десять заповедей и молитва Господня», «Зеркало грешного человека», «Постиллу», а также написал трактаты «О симонии», «О Церкви» и «О шести заблуждениях». Во время последовавших за сожжением Яна Гуса Гуситских войн замок и прилегающие к нему земли находились во владении таборитской общины и уже в тот период замок, по-видимому, был необитаем.
В 1438 году замок выгорел во время пожара, причиной которого, вероятно, послужили расположившиеся в округе войска короля Альбрехта Габсбургского, осаждавшие Табор. После окончания войн замок перешёл в собственность города Табор. Очевидно замок после пожара так никем и не восстанавливался, поскольку в восстановленных земских досках в 1542 году замок вновь был зарегистрирован как пустующий. В 1573 году владелец замка поэт Павел Лучин продал его Зикмунду Пеку из Ржимку, который построил около замка двор и мельницу. В 1600 году замок вновь выкупил город Табор. На протяжении XVI—XVII веков продолжилось постепенное разрушение замка, так как развалины Кози-Градека стали источником строительного камня для жителей близлежащих селений, прежде всего Мешице-у-Табора. К XIX веку территория замка была завалена строительным мусором и заросла деревьями и кустарниками.

## Расчистка и консервация руин замка
В 1886 году профессор таборской гимназии Август Седлачек организовал расчистку развалин жилой башни замка. К расчищенным руинам башни была прикреплена металлическая табличка с общей информацией о замке. В 1893 году таборское академическое общество «Štítný» выступило с предложением создать на месте замка мемориал, посвящённый Яну Гусу, однако австро-венгерское правительство наложило на реализацию этого проекта официальный запрет. Собранные на сооружение мемориала средства было решено потратить на восстановление замка. Последовавшие за этим восстановительные работы были проведены совершенно безграмотно и бессистемно, нанеся больше вреда обнаруженным археологическим объектам, чем пользы. В 1899 году работы по расчистке и реставрации руин замка начал археолог-энтузиаст Йосеф Швегла, преподаватель из Старого Табора. В результате работ Швеглы развалины замка были полностью расчищены и приобрели свой нынешний вид, а в процессе раскопок было обнаружено более 250 археологических экспонатов, хранящихся теперь в таборском музее.
В 1900 году началось регулярное национальное паломничество к замку, связанное с чествованием Яна Гуса. В 1910 году на одном из торжеств у замка в честь Яна Гуса выступал с речью профессор Томаш Гарриг Масарик, в память о чём в 1935 году здесь была установлена мемориальная доска. В 1925 году по случаю празднования 500-летия со дня смерти Яна Жижки к востоку от замка, рядом с подвалом сгоревшей пивоварни, был установлен мемориал под названием «Соколиный курган» (чеш. Sokolská mohyla). В 1929 году работы по расчистке замкового ареала были полностью завершены. Расчищенные руины замка были изучены специалистами и законсервированы. 30 марта 1962 года замок был объявлен национальным памятником культуры. В 1973 году Кози-Градек вновь стал объектом изучения и восстановления, однако проведённые работы во  многом необоснованно изменили оригинальное состояние стен и рвов замка, затруднив дальнейшие археологические исследования развалин. После окончания работ руины были открыты для посещения туристами. С 1991 года Кози-Градек находятся в собственности города Сезимово-Усти.
|                                                     |                                                                  |                           |                                    |
| Лестница к развалинам замка с юго-восточной стороны | Франтишек Билек. Кози-Градек. Рельеф памятника Яну Гусу в Таборе | Любомир Герц. Кози-Градек | План замка на информационной доске |

## Описание
Кози-Градек был возведён на узком утёсе неправильной овальной формы недалеко от пруда под названием Озеро. От форбурга, устроенного с восточной стороны от замка у дороги от Козской мельницы, к замку через глубокий овраг вёл деревянный мост, переходящий у самого замка в мост подъёмный, по которому можно было попасть к прямоугольной проездной башне с воротами замка в самой восточной его части, а через эти ворота — в первый замковый двор. В южной части первого двора располагались помещения кухни и замковой стражи, в северной — высеченный в скале колодец глубиной 18,5 метра. За колодцем располагалась лестница, ведущая в цвингер вокруг второго двора. Через ворота в западной части первого двора можно было попасть в окружённый внутренней стеной второй двор замка, посреди которого располагалась четырёхугольная в плане жилая каменная башня  (донжон), вероятно, в три этажа высотой. Башня служила резиденцией владельцев замка. Исходя из данной конструкции ядра замка, Томаш Дурдик отнёс Кози-Градек к замкам донжонного типа. Западную часть второго двора занимало хозяйственное здание, отделявшееся от башни узким проходом. Здание состояло из двух помещений, меньшее из которых использовалось как амбар.
Вокруг внутренней крепостной стены с юга, запада и севера был возведён паркан c широким пространством между внешней и внутренней стенами. Вокруг замка был выкопан водный ров, который к форбургу достигал ширины 20 метров. В западной части внешней стены замка были небольшие ворота, ведущие к водному рву. Вокруг рва был насыпан глиняный вал, на котором возвышался массивный деревянный частокол, находившийся примерно на том же месте, где сейчас стоит опоясывающий руины замка деревянный забор. В форбурге когда то располагалась деревянная пивоварня, сгоревшая во время пожара (на её месте были обнаружены остатки фундамента, а также найдены фрагмент котла и жжёный солод) и два других здания, одно из которых, вероятно, было конюшней.
|                                                 |  |             |  |                            |  |                  |
| Развалины замка справа от строящейся магистрали |  | Руины замка |  | Вид на замок с юго-востока |  | Водный ров замка |